# Shapis batesi
Shapis batesi là một loài bướm đêm trong họ Noctuidae.